# Antonio Maria Turati
Giovanni Antonio Maria Turati (* 1603 oder 1604 in Mailand; † 28. Mai 1650 ebenda) war ein italienischer Komponist und Kapellmeister.

## Leben
Antonio Maria Turati entstammte einer reichen Patrizierfamilie, die ihm früh eine musikalische Ausbildung in der Mailänder Domkapelle zukommen ließ. Zwischen 1616 und 1629 war er Sänger in der Domkapelle. Der Augustinerkanoniker und Philosoph Filippo Picinelli (1604–1678) berichtete von einem Auftritt des Knabensoprans Turati bei Hochzeitsfeierlichkeiten am Turiner Hof. Nach seiner Priesterweihe hatte Turati bis 1630 eine Organistenstelle an der Mailänder Kirche San Pietro in Gessate inne, in dieser Zeit blieb er der Domkapelle unter Ignazio Donati verbunden. Unter anderem wurde er als Regalspieler bei mehrchörigen Aufführungen erwähnt. Nach 1630 wurde Turati als Organist Nachfolger von Giovanni Paolo Cima an der Kirche Santa Maria presso San Satiro. 1641 gewann Tarati einen Wettbewerb um die Stelle des Kapellmeister am Mailänder Dom, zum Nachteil seines Vorgängers Giovanni Battista Crivelli. Die Stelle trat er am 9. Januar 1642 an. Zu seinen Schülern zählte Agostino Guerrieri, der ein Jahr nach Turatis Tod die Primi Fiori del Giardino musicale del Sig.r Antonio Maria Turati Maestro di Capella del Duomo di Milano, eine Werkesammlung seines Lehrers, veröffentlichen ließ.
Turati komponierte zahlreiche liturgische Vokalmusiken von hoher Qualität und einige Kirchen- und Kammersonaten, die formal der erst später aufkommenden Form mit eigenständigen Sätzen nahe kommen.